# Vicente Ilustre
Vicente Ilustre (Taal, 6 september 1869 - Manilla, 27 september 1928) was een Filipijns politicus.

## Biografie
Vicente Ilustre werd geboren op 6 september 1869 in Taal in de Filipijnse provincie Batangas. Hij studeerde rechten en behaalde zijn doctoraal rechten aan de Universidad Central de Madrid. Tijdens zijn studietijd in Europa ontmoette hij ook mensen als Jose Rizal, Mariano Ponce en Galicano Apacible, die behoorden tot de Propaganda Movement en zich inzetten voor veranderingen in de Filipijnse kolonie. Op 8 januari 1900 verliet Ilustre Madrid, om via Parijs naar Hongkong te reizen, waar de leiders van de Filipijnse revolutie als gevolg van het Pact van Biak-na-Bato in ballingschap verbleven. Hij werd er gekozen tot directeur diplomatie van de Central Revolucionaria.
In 1913 werd Ilustre door gouverneur-generaal Francis Burton Harrison benoemd tot lid van de Philippine Commission. Hij was de president van de Commissie voor Mindanao en Sulu.  Bij de verkiezingen van 1916 werd Ilustre namens het 5e senaatsdistrict voor een termijn van 3 jaar gekozen in de Senaat van de Filipijnen. In de Senaat was hij lid van de Committee on Rules, de Committee on Relations with the Sovereign Government en de Committee on Justice.
Ilustre overleed in 1928 op 59-jarige leeftijd in de Filipijnse hoofdstad Manilla. Hij was getrouwd met Rita Marella Villavicencio, een dochter van Gliceria Marella-Villavicencio.